# Metropolitano de Wuhan
O Metrô de Wuhan (chinês: 武汉轨道交通) é um sistem de metropolitano elevado e subterrâneo na cidade de Wuhan, na China. É referido como um sistema de metropolitano ligeiro na terminologia chinesa. A primeira linha, localizados dentro da Hankou e parte da cidade, inaugurado em 28 de setembro de 2004. A composição do metropolitano está planejada para ter 12 linhas.
A região Hankow localizada na 1º linha teve abertura em 28 de setembro de 2004. Agora o Projeto Trânsito Ferroviário de Wuhan, a Linha 2, um projeto sobre a 2ª linha e a 4ª linha é um projeto em construção. Por planejamento, até 2012, vamos construir uma linha ferroviária de trânsito conectando a cidade, um na 2ª linha e na 4ª linha com as suas serão três linhas, a formação de cerca de 70 km na Linha Net Framework, Wuhan é uma das sete principais áreas urbanas da China, as áreas Leste e Oeste e os Lagos (longe de áreas urbanas) alcançará órbita o tráfego.
Em 2040, vamos construir na cidade três linhas rápidas e a Rota 9, com um comprimento total 540 quilômetros, atravessando o rio. Até então, é de 66% da população e do emprego metropolitano sítio localizado em um raio de 600 metros, residentes podem escolher o caminho para atingir 1 hora visita pela cidade, uma meia hora chegada cidade.
A construção do metrô de Wuhan, é operada pela unidade Wuhan Metro Holdings Limited. A empresa está no original WTRAN sobre a fundação, em 15 de maio de 2007 pelo governo municipal Wuhan aprovou o estabelecimento de grandes empresas de propriedade estatal.

## Linhas
|  |

### Linha 1
A linha 1 tem 10,2 km de linha. A linha tem dez estações. No futuro, até o ano 2010, a Linha 1 será prorrogado a partir de ambas as extremidades, e será estendido em uma linha de 30 km com 26 estações. Atual Linha 1 tem as seguintes estações são: Zongguan, Taipingyang, Qiaokoulu, Chongrenlu, Lijibeilu, Youyilu, Jianghanlu (ligação com a futura Linha 2), Dazhilu, Sanyanglu, Huangpulu.
Na Linha 1, a fase 2 as estações serão Jinshan Dadao, Dongwu Dadao, Wuhuan Dadao, Ertou Wan, Jia Yi, Duoluo Kou, Gutian Yilu, Gutian Erlu, Gutian Sanlu, Gutian Silu e Hanxi Yilu a oeste da Zongguan e Toudao Jie, Er Qi Lu, Xuzhou Xincun, Dansuici, Calukou e Dijiao a Leste de Hangpulu.

### Linha 2
Linha 2 vai ser maioritariamente subterrânea. Ele irá correr em uma rota entre noroeste-sudeste Hankou e Wuchang, com duas filiais em Wuchang. A linha está prevista para ser concluída até 2010.

### Linha 4
A Linha 4, que também será principalmente no subsolo, será uma rota leste-oeste que servem as áreas de Hanyang e Wuchang. Também é esperado para ser concluído até 2010.

### Futuras Linhas
A Linha 3, Linha 5, Linha 6 e Linha 7 estão atualmente sendo planejadas.